# Unter Palmen am blauen Meer
Unter Palmen am blauen Meer ist ein Schlagerfilm von Hans Deppe aus dem Jahr 1957. Die deutsch-italienische Co-Produktion lief in Italien unter dem Titel Vacanze a Portofino an.

## Handlung
Marina Morini weilt über die Ferien bei ihrer Tante, der Contessa Celestina, in Italien. Die Contessa hat seit 20 Jahren jegliche Musik aus ihrer Villa verbannt und an ihrem Anwesen verkündet ein großes Schild, dass Musizieren verboten ist. Marina leidet unter dem Verbot, schwärmt sie doch für den italienischen Schlagersänger Teddy Reno. Celestinas Hausdiener Cesare nimmt ihr jedoch sogar ihr Radio weg und weicht auch sonst auf Befehl der Contessa nicht von Marinas Seite. Die Devise lautet: Keine Musik und keine Jungs. Celestina, die stets in schwarz gekleidet ist, erklärt Marina auch ihre Abneigung gegen Musik: Vor 20 Jahren war sie in einen Musiker verliebt, der das Lied Serenata D’Amore für sie schrieb, sie aber später sitzen ließ. Das Lied wurde ein Erfolg und Celestina sang es für ihren Lebensunterhalt, bis sie auf der Bühne zusammenbrach. Seither habe sie keine Stimme mehr und könne Musik nicht mehr ertragen.
Einer findet dies nicht schlecht: Geiger Helmut Zacharias verbringt seinen Urlaub als Untermieter in der Villa Celestinas, weil er hier vor Musik sicher ist und sich entspannen kann. Als er den Flügel verschlossen vorfindet, reicht es ihm jedoch. Es gelingt ihm, den Flügel zu öffnen. Darin findet er die Noten des Liedes, dass einst für Celestina geschrieben wurde.
In der Bar unweit der Villa trifft in der Zwischenzeit die kleine Jazzcombo um Bandleader Freddy und Sängerin Kitty ein. Sie wurden aus Deutschland engagiert, um in der Bar während der Urlaubszeit für Tanzmusik zu sorgen. Die Angestellten der Contessa sind begeistert, hören sie doch die Musik während ihrer Arbeit. Als sie abends heimlich zum Tanz gehen, werden zwei der Angestellten von der Contessa gerügt – die Köchin kündigt Celestina schließlich, da sie in einem so freudlosen Haus nicht mehr arbeiten will. Da die Jazzband wegen ihrer Musik Probleme mit der Contessa hat, geht Sängerin Kitty zu ihr, um sie umzustimmen. Sie wird für die neue Köchin gehalten und im Haushalt eingestellt.
Marina hat unterdessen einen italienischen Sänger kennengelernt, der sich kurz darauf als Teddy Reno entpuppt. Sie verliebt sich in ihn und die Contessa ist entsetzt, glaubt sie doch, dass sich ihr Schicksal nun bei ihrer Nichte wiederholen werde. Erst, als Marina ihr verspricht, Teddy nie wiederzusehen, reist sie ab, um ihr Testament im Sinne Marinas korrigieren zu lassen. Während Celestinas Abwesenheit kommen nicht nur alle Schulfreundinnen Marinas und Teddy zu Besuch, sondern auch die Jazzcombo der Bar, die im Park der Villa ein Konzert gibt. Cesare entpuppt sich als begeisterter Musikanhänger, der jedes von der Contessa konfiszierte Instrument in seiner Kammer aufgehoben und gelernt hat. Die Contessa jedoch kehrt eher zurück als gedacht. Marina beichtet ihr, sich wieder mit Teddy getroffen zu haben und Celestina kündigt an, am nächsten Tag mit ihr nach Paris zu reisen, wo sie Teddy vergessen soll. Noch in der Nacht reißt Marina unter Mithilfe von Kitty und ihren Bandkollegen aus und begibt sich nach Rom, wo Teddy gerade zu Plattenaufnahmen weilt.
Sie kehren zusammen in die Villa der Contessa Celestina zurück und Teddy bittet sie um Marinas Hand. Die lehnt jedoch ab. In diesem Moment beginnt im Park Helmut Zacharias mit seinen verzauberten Geigen die Serenata D’Amore zu spielen und Teddy Reno singt dazu. Die Contessa fühlt sich in ihre Jugend zurückversetzt und ist plötzlich von der Musik beglückt. Sie willigt nun in die Heirat von Teddy und Marina ein, die kurze Zeit später stattfindet. Auch für die Jazzband gibt es ein Happy End: Sie darf mit Helmut Zacharias auf Europa-Tour gehen.

## Produktion
Der Film wurde an der italienischen Riviera und auf der Insel Schwanenwerder in Berlin gedreht. Die Uraufführung fand am 16. Juli 1957 im Kölner Ufa-Palast statt.
Im Film sind zahlreiche Schlager zu hören:
- Unter Palmen am blauen Meer – gesungen von Bibi Johns, Teddy Reno und Harald Juhnke
- Kannst Du schon Calypso – gesungen von Bibi Johns und dem Cornel-Trio (Peter Cornehlsen, Horst Kraft, Michael Lengauer)
- Chella Llá – gesungen von Teddy Reno
- Mein lieber Joe – gesungen von Bibi Johns und dem Cornel-Trio
- Du bist die Frau, die mir gefällt – gesungen von Bibi Johns und dem Cornel-Trio
- Und immer wieder ist die Liebe schön – gesungen von Bibi Johns, Teddy Reno und dem Cornel-Trio, begleitet von Helmut Zacharias
- Serenata D’Amore – gesungen von Teddy Reno, begleitet von Helmut Zacharias
- Baciami – gesungen von Teddy Reno

## Kritik
Das Lexikon des internationalen Films bezeichnete Unter Palmen am blauen Meer als „witzlose Schnulzenunterhaltung in steril-dekorativem Ferienmilieu.“ In der Onlineausgabe heißt es: „Dürftiger Unterhaltungsfilm mit viel seichter Schlagermusik, Gastauftritten von Teddy Reno und Helmut Zacharias als sie selbst und der hausbackenen ‚Botschaft‘, daß Musik alle Wunden heilt.“
Cinema urteilte knapp: „Die Komödie trifft selten den richtigen Ton“.